# 田升年
田升年（？—？），號虚邑，山东青州府昌樂縣人。

## 生平
天啓四年（1624年）甲子科山东乡试举人，天啓五年（1625年）联捷乙丑科進士，六年授浙江海盐县知县。